# ゴンサロ・デ・ロス・サントス
ゴンサロ・デ・ロス・サントス（スペイン語: Gonzalo De Los Santos、1976年7月19日 - ）は、ウルグアイ、サルト出身の元サッカー選手、現サッカー指導者。元ウルグアイ代表。ポジションはミッドフィールダー。
CAペニャロールでデビューすると、その後はキャリアの大半をスペインで過ごした。アトレティコ・マドリード、バレンシアCFといった強豪クラブにも在籍した。2008年からは、デビューしたCAペニャロールに戻り、そこで引退した。

## クラブ経歴
ウルグアイのサルトで生まれた。プリメーラ・ディビシオン・デ・ウルグアイのCAペニャロールで1995年に選手になった。同クラブがリーグを3連覇すると彼はスペインに渡り、CPメリダ、マラガCFに在籍、後者では1999年にセグンダ・ディビシオンを優勝に導き、プリメーラ・ディビシオン昇格に貢献した。その後、2001年にバレンシアCFに移籍、2001-02シーズンの13試合に出場した。そして、アトレティコ・マドリード、RCDマヨルカにレンタル移籍をし、後者ではバレンシアCFでのチームメイト、ホルヘ・ロペス・モンターニャと共にレンタル移籍同士でチームメイトになった。
2006-07シーズンにセグンダ・ディビシオンのエルクレスCFに移籍。ここで2シーズン過ごし、2008年7月29日にCAペニャロールに復帰した。2年在籍したのち、34歳で選手を引退した。

## 代表経歴
9年間に亘りウルグアイ代表として出場し、2002 FIFAワールドカップにも出場し、フランス代表とのグループステージ戦で注目された.。それ以外にもFIFAコンフェデレーションズカップ1997にも出場し、4試合に出場し、代表も4位で終わった。

## 代表歴

### 出場大会
- ウルグアイ代表
  - 2002 FIFAワールドカップ

### 試合数
- 国際Aマッチ 34試合 1得点（1996年-2005年）[6]

| ウルグアイ代表 | 国際Aマッチ | 国際Aマッチ |
| 年             | 出場        | 得点        |
| -------------- | ----------- | ----------- |
| 1996           | 2           | 0           |
| 1997           | 14          | 1           |
| 1998           | 0           | 0           |
| 1999           | 0           | 0           |
| 2000           | 1           | 0           |
| 2001           | 9           | 0           |
| 2002           | 4           | 0           |
| 2003           | 0           | 0           |
| 2004           | 1           | 0           |
| 2005           | 3           | 0           |
| 通算           | 34          | 1           |